# 蓮花院 (春日部市)
蓮花院（れんげいん）は、埼玉県春日部市にある真言宗豊山派の寺院。

## 歴史
創建年代は不明である。ただ「嘉暦二年（1327年）」の板碑があることから、その頃までには既に存在していたものと推測される。当院公式サイトでは「当山の創建は鎌倉中期～末期と思われ」としている。
江戸時代より墓石が増えてきていることから、その頃に寺容が整備されたと推測される。現在の本堂は1711年（宝永8年）に建てられたものである。

## 文化財
- 蓮花院のムク（埼玉県指定史跡 大正12年3月31日指定）[3]

## 交通アクセス
- 南桜井駅より徒歩9分。